# Паттиги: Удар головой
«Паттиги: Удар головой» (англ. Break Through!, Pacchigi!) — фильм режиссёра Кадзуюки Идзуцу. Япония, 2004 год.

## Сюжет
Киото. 1968 год. Между молодежью из местного клуба карате и школы, где учатся корейцы, идёт постоянная вражда. «Каратист» Косукэ влюбился в сестру вожака корейцев Кёнчжу. Чтобы ей понравиться, парень начинает учиться корейскому языку и игре на гитаре, надеясь когда-нибудь сыграть любимую песню Кёнчжи о её родине. Благодаря знакомству с девушкой, Косукэ находит друзей среди корейцев и понимает, что их и японцев многое разделяет.

## В ролях
- Джо Одагири — Сакадзаки
- Эрика Савадзири — Ли Кёнчжа
- Кэн Мицуиси — Фукава Сэнсэй

## Награды
Nikkan Sports Film Awards (2005)
- Лучший фильм
- Лучший дебют — Эрика Савадзири

Hochi Film Awards (2005)
- Лучший дебют — Эрика Савадзири

Номинации на Awards of the Japanese Academy (2005) в категориях
- Лучший фильм
- Лучшая режиссёрская работа — Кадзуюки Идзуцу
- Лучший сценарий — Кадзуюки Идзуцу и Дайсукэ Хабара
- Дебютант года — Сюн Сиоя и Эрика Савадзири

Премии «Голубая лента» (2006)
- Лучший фильм — Кадзуюки Идзуцу

Премии «Майнити» (2006)
- Лучший фильм — Кадзуюки Идзуцу
- Лучшая музыка для фильма - Кадзухико Като

Kinema Junpo Awards (2006)
- Лучший фильм
- Лучшая режиссёрская работа — Кадзуюки Идзуцу
- Лучший дебют — Эрика Савадзири

Призы Иокогамского кинофестиваля (2006)
- Лучший фильм
- Лучшая режиссёрская работа — Кадзуюки Идзуцу
- Лучшая операторская работа — Хидэо Ямамото (также за фильмы The Great Yokai War и Tetsujin 28)
- Лучший дебют — Сюн Сиоя и Эрика Савадзири (последняя — также за фильмы Ashura и Shinobi: Heart Under Blade)